# Rudolf Pleil
Rudolf Pleil, genannt Der Totmacher (* 7. Juli 1924 in Kühberg bei Bärenstein, Erzgebirge; † 16. Februar 1958 in Celle), war ein deutscher Serienmörder, der mindestens 10, nach eigenen Angaben 25 Morde verübte. Er war der Haupttäter einer Mordserie in den Jahren 1946/1947, die vor allem im Zonenrandgebiet im Harz stattfand.

## Kindheit und Jugend
Pleil wurde in einem Dorf im sächsischen Erzgebirge geboren, das nahe an der Grenze zur damaligen Tschechoslowakei lag. Sein Vater war ein Industriearbeiter und Kommunist. Nach der Machtergreifung durch die Nationalsozialisten wurde er kurzzeitig verhaftet und siedelte anschließend mit seiner Familie in den benachbarten tschechischen Ort Weipert über. Im Alter von neun Jahren musste Pleil seine Eltern durch Grenzschmuggel unterstützen und wurde deswegen mehrfach verhaftet. Er besuchte die Schule nicht regelmäßig, da er für die arbeitslosen Eltern und seine Schwester Geld verdienen musste. Sein Bruder war früh verstorben und seine ältere Schwester wurde wegen ihrer Epilepsie aufgrund eines NS-Gesetzes zwangssterilisiert. Im Alter von dreizehn Jahren hatte er seine ersten sexuellen Erlebnisse mit einer Prostituierten.
Im Jahr 1939 verließ er mit fünfzehn Jahren sein Zuhause und begann eine Lehre als Fleischer, die er nach wenigen Wochen abbrach. Er verdingte sich als Schiffsjunge auf Frachtkähnen auf Elbe und Oder. Auch hier betrieb er nebenher kleinere, illegale Geschäfte. Im Sommer 1939 heuerte er als Maschinenjunge auf einem Handelsschiff nach Südamerika an. Nach Beginn des Zweiten Weltkriegs kam er zur Kriegsmarine, wurde dort wegen Diebstahls zu einem Jahr Gefängnis verurteilt. Am 26. Oktober 1943 wurde er für den Dienst als untauglich befunden, da er an epileptischen Anfällen litt. Nach der Entlassung arbeitete er als Kellner, litt aber weiterhin an Anfällen, weswegen er, nach einem ärztlichen Gutachten, ebenfalls zwangssterilisiert werden sollte. Ein Bombenangriff zerstörte wenige Tage vor dem geplanten Termin den Operationssaal. Pleil hatte vorher bereits ein uneheliches Kind gezeugt, das von seiner Schwester in Pflege genommen wurde.

## Die mutmaßlichen Morde
Pleil wurde Koch in einem Arbeiterlager, wo er Katzen tötete und verspeiste. Nach dem Einmarsch der Roten Armee wurde er als Hilfspolizist in seinem Heimatdorf eingestellt. In dieser Zeit verspürte er Lust beim Töten, als er während eines Einsatzes bei einer Plünderung einen sowjetischen Soldaten anschoss und dessen blutende Wunde versorgen wollte. Pleil heiratete eine junge Frau, die von ihm ein Kind erwartete. Er stellte schnell fest, dass diese seinen Trieb nicht zu befriedigen vermochte, und begann des Nachts Frauen zu überfallen und zu bedrängen. Er gab zu, schon 1945 einige Morde begangen zu haben, was jedoch nicht nachgewiesen werden konnte. Danach arbeitete er als Handelsvertreter und machte wiederum nebenbei seine eigenen kleinen Geschäfte, was schließlich zu seiner Entlassung führte. 1946 siedelte er von Zöblitz nach Zorge im Südharz um.
Zwischen 1946 und 1947 arbeitete Pleil als Grenzgänger im Harz und half zahlenden Personen, meist Frauen, die Grenze illegal zwischen Ost und West zu passieren. In diesen beiden Jahren erschlug und missbrauchte er zusammen mit seinen beiden Komplizen Karl Hoffmann und Konrad Schüßler mindestens zwölf Frauen. Am 18. April 1947 wurde Pleil nach dem Raubmord an dem Hamburger Kaufmann Hermann Bennen verhaftet, dessen Leiche, von Axthieben zerstückelt, im Zorgebach gefunden wurde.

### Die Frauenmorde
Von 1945 bis 1950 wurden 13 Polizisten im Grenzgebiet dieser Region ermordet, was dazu führte, dass die Polizei nur noch in Gruppen auf Streife ging. Grenzgängern wie Pleil und seinen beiden Komplizen fiel es daher nicht schwer, den Kontrollen zu entgehen, zumal die Zuständigkeit der Polizei an der Zonengrenze endete und deren Verlauf nicht klar erkennbar war. Hinzu kam, dass die einzelnen Polizeiorgane wie Kriminalpolizei und Schutzpolizei nicht sehr effizient zusammenarbeiteten. So kam es bei den Ermittlungen zu den Frauenmorden im Grenzgebiet zu einer schwerwiegenden Ermittlungspanne, als ein Schutzpolizist aus Vienenburg der Kriminalpolizei in der Braunschweiger Humboldtstraße meldete, dass in einem dortigen Brunnen Leichenteile gefunden wurden. In besagtem Brunnen befanden sich tatsächlich die Leichen zweier Frauen, die Pleil getötet hatte. Da diesem Hinweis keine Beachtung geschenkt wurde, fielen Pleil und seinen Komplizen bis zu seiner Verhaftung mindestens drei weitere Frauen zum Opfer. Erst als sich Pleil im Gefängnis in Celle als Henker bewarb und dort damit prahlte, dass er Erfahrungen auf dem Gebiet des Tötens habe und zwei seiner Opfer im Vienenburger Brunnen zu finden seien, wurde er mit den Morden an den Frauen im Grenzgebiet in Zusammenhang gebracht.
Verurteilt wurde Pleil letztendlich für diese Taten:
1946
- Am 19. Juli missbrauchte und tötete er eine etwa 25-jährige Frau im Wald zwischen Walkenried und Ellrich am Rande des Südharzes. Als Mordwerkzeug benutzte er einen Hammer.
- Am 19. August lockten Pleil und sein Komplize Karl Hoffmann eine 25-jährige Frau im oberfränkischen Grenzort Hof auf das Gelände des Güterbahnhofs. Hoffmann zertrümmerte ihr mit seinem Messer den Kopf, während Pleil sie schändete. Anschließend durchtrennte ihr Hoffmann die Kehle.
- Am 2. September begegnete den beiden am Grenzübergang Bergen eine 25-jährige Frau. Pleil erschlug sie mit einem Feldstein und verging sich an ihr. Hoffmann verscharrte die Leiche im Wald.
- Mitte September trafen sie eine 25-jährige Schwarzhändlerin. Von Trappstadt aus gingen sie gemeinsam in Richtung Zonengrenze. Im Wald tötete Hoffmann die Frau und raubte sie aus. Anschließend schnitt er ihr den Kopf ab.
- Ende November bot sich Pleil einer jungen Frau als Führer an, um sie über die Grenze zu schleusen. Im Wald zwischen Ellrich und Walkenried nahe dem Areal des früheren KZ-Außenlagers Ellrich-Juliushütte erlitt er stark alkoholisiert einen epileptischen Anfall. Als er wieder zu sich kam, lag das Mädchen erschlagen neben ihm.
- Am 12. Dezember raubten Pleil und Schüßler bei Nordhausen eine 55-jährige Witwe aus und schlugen mit Knüppeln auf sie ein. Die Frau überlebte diese Attacke, da die beiden es lediglich auf ihre Schnapsvorräte abgesehen hatten. Später war sie eine Belastungszeugin im Prozess.
- Am 14. Dezember tötete Pleil im Bahnwärterhäuschen von Vienenburg im Beisein von Konrad Schüßler eine 37-jährige Frau und warf die Leiche in einen Brunnen. Fünf Tage später fiel ihm dort eine 44-jährige Witwe zum Opfer, die er ebenfalls in den Brunnen warf.

1947
- Am 16. Januar boten Pleil und Hoffmann einer 20-jährigen Frau an, sie in die Ostzone zu führen. Pleil erschlug sie in der Nähe der Straße, die zwischen Abbenrode und Stapelburg verläuft. Die geschändete Leiche wurde anschließend in einen Bach geworfen.
- Mitte Februar erschlug Pleil in einem Wald bei Gudersleben eine 49-jährige Frau und Hoffmann raubte sie aus.
- Anfang März begingen Pleil und Hoffmann in der Nähe von Zorge innerhalb der sowjetisch besetzten Zone einen weiteren Frauenmord. Hoffmann tötete die unbekannte junge Frau mit seinem Messer und trennte ihr anschließend den Kopf ab. Dieser wurde später im britischen Sektor aufgefunden.

Der Beginn des Prozesses vor dem Landgericht Braunschweig wurde auf den 31. Oktober 1950 festgesetzt. Zuvor war Pleil bereits vom Landgericht Braunschweig wegen Totschlags zu 12 Jahren Haft verurteilt worden.

## Hintergründe zur Verhaftung
Die häufigsten Hinweise auf Rudolf Pleil kamen aus dem Harz, aber auch in anderen Regionen wusste man noch von ihm und machte auf seine Person aufmerksam. Eine Einwohnerin aus Hof in Oberfranken, die in den 1940er Jahren eine kleine Pension für Heimkehrer unterhielt und über die Zustände an der Grenze unterrichtet war, meinte sich noch eindrücklich an ihn erinnern zu können.
Pleils Verhaftung erfolgte zunächst nicht wegen der Frauenmorde, sondern weil er im Streit auf einem Grenzgang den Kaufmann Hermann Bennen mit einem Beil erschlagen hatte. Bennen war sein zweites männliches Mordopfer. Das Gericht wertete Pleils Tat nur als Totschlag, da er zum Tatzeitpunkt stark angetrunken war. Wäre er des Mordes für schuldig befunden worden, hätte ihm die Todesstrafe gedroht. Die übrigen Verbrechen blieben unaufgeklärt, wofür ein oberflächliches Vorgehen von Polizei und Justizbehörden mitverantwortlich war. Dass viele der Opfer nicht aus der Gegend stammten, kommt hinzu. Es handelte sich oft um Menschen, die infolge des Krieges und der Nachkriegszustände entwurzelt waren und deren Angehörige nicht genau wusste, wo sie sich aufhielten bzw. auf welcher Reiseroute sie unterwegs waren; daher konnten Vermisstenmeldungen kaum gezielt nachverfolgt werden. In der Haft in Celle bezichtigte Pleil sich schließlich selbst der weiteren Morde. In einem Memoirenheft mit dem Titel Mein Kampf breitete er die grauenhaften Einzelheiten prahlerisch aus. Pleil behauptete, insgesamt 25 Morde begangen zu haben und damit einen mehr als Fritz Haarmann, um sich als „größter Totmacher“ überhaupt bezeichnen zu können.
Die Mittäter
- Karl Hoffmann, 1913 in Hausdorf geboren, war Nadelsetzer von Beruf. Er galt als brutal, gefühllos und tötete, um an Diebesgut zu gelangen. Er verstarb 1976 im Gefängnis.
- Konrad Schüßler aus Leukersdorf im Erzgebirge war Fleischer, zur Tatzeit 18 Jahre alt und wurde Ende der 1970er Jahre begnadigt.[4]

## Prozess
Der Prozess gegen Rudolf Pleil und seine beiden Mittäter Karl Hoffmann und Konrad Schüßler in Braunschweig wurde im In- und Ausland von der Presse verfolgt. Ausländische Zeitungen schickten Reporter. Pleil genoss die Aufmerksamkeit um seine Person und versuchte, sich so oft wie möglich in den Mittelpunkt zu stellen. Bei seinen Ausführungen vor Gericht übertrieb er schamlos, was entsprechende Presseberichte zur Folge hatte. Lächelnd gestand Pleil im sogenannten „Braunschweiger Prozess“ zahlreiche Morde an Frauen. Er prahlte, insgesamt 40 Morde begangen zu haben.
Pleil wurde als mordende Bestie dargestellt. Er selbst spekulierte darauf, dadurch als geisteskrank eingestuft zu werden. Dann wäre er nicht zu einer Freiheitsstrafe verurteilt worden, sondern wäre, seiner Annahme zufolge, in die Psychiatrie gekommen. Diese Prozesstaktik ging nicht auf, drei Wochen nach Beginn des Prozesses, am 17. November 1950, wurden Pleil und seine beiden Mittäter jeweils wegen mehrfachen Mordes zu lebenslanger Haft verurteilt. Rudolf Pleil erhängte sich am 16. Februar 1958 in seiner Zelle.

## Zeitzeugen und spätere Analysen
- Jutta Schulz, damals Stenotypistin bei den Verhören von Pleil, beschrieb ihn folgendermaßen: Pleil sei damals kaum älter als sie selbst gewesen und dennoch war es ihr nicht möglich, sein wahres Alter zu schätzen. Seine Haare waren schon sehr dünn, er trug eine kleine runde Brille und sprach nur gebrochenes Deutsch. Aufgefallen sei ihr jedoch, dass er stets eine kleine Mappe bei sich hatte, in die er sich Notizen zu machen schien. Er sei zudem sehr selbstbewusst aufgetreten und gab damit an, der „Totmacher“ zu sein. Sie hielt ihn, ebenso wie die psychiatrischen Gutachter, für voll zurechnungsfähig, ihr Fazit lautete: „Er war ein Sadist und hat sich jede Tat vorher genau zurechtgelegt: Ich suche mir eine Frau, raube sie aus und dann mache ich sie kalt. Das war seine Logik. Der Kerl wusste ganz genau, was er tat.“[7]
- Erich Helmer, ehemaliger Gefängnisseelsorger, erinnert sich, dass er Pleil anfangs nur in Begleitung besuchen durfte, da dieser als gefährlich galt. Besonders ein Ereignis ist ihm dabei in Erinnerung geblieben: Als er Pleil aufsuchte, saß dieser weinend in seiner Zelle und zeigte ihm einen Brief aus England, in dem ihm christliche Frauen schrieben, dass sie für ihn beteten. An jenem Tage erhielt Helmer von Pleil zum Abschied drei Kladden, die der Täter im Gefängnis verfasst hatte: eine Art Tagebuch mit dem Titel Mein Kampf – von Rudolf Pleil, Totmacher a. D., in dem er sich brüstete, 25 Morde begangen zu haben. Eine weitere Schrift trug den Titel Ohne Gnade werde ich totmachen Kind und Greis, und nach hundert Jahren soll man noch von mir sprechen. Es erzählte von Pleils Jugend und beschrieb seine Taten.[8]
- Der Kriminalpsychologe Ulrich Zander sagte in seiner Analyse über Pleil, dass der nicht dumm, sondern vielmehr sehr verschlagen gewesen sei. Ein von ihm begutachteter Brief Pleils zeige ein deutliches Spiegelbild des Egos von Pleil und dem Gesamtbild eines Mörders, der es für seine besondere Begabung hielt, ein „Totmacher“ zu sein.[9]
- Im Jahr 2007 drehte der Filmemacher Hans-Dieter Rutsch für die ARD-Reihe Die großen Kriminalfälle den Dokumentarfilm Der Totmacher Rudolf Pleil über das Leben von Rudolf Pleil.[10]
- Hella Mock, die Tochter eines der Opfer Rudolf Pleils, erzählt in einem Zeitungsartikel über die Tagebücher ihrer Mutter.[11]
- Das Lied Grenzgänger der Band Eisregen handelt von den Morden Pleils.